# کوهموینن
کوهْمویْنِن (به فنلاندی: Kuhmoinen) یک منطقهٔ مسکونی در فنلاند است که در فنلاند مرکزی واقع شده‌است.